# Thomas Otten
Pour les articles homonymes, voir Otten.
Thomas Otten est un contreténor français qui s'est illustré dans le genre du crossover classique et du new age. 

## Biographie
Dès l'enfance, Otten bénéficie d'une formation classique, comprenant notamment l'apprentissage du piano et la pratique régulière du chant au sein de chorales de chambre. 
Lors de la mue, sa voix, tout en se transformant, conserve une souplesse qu'elle ne garde pas d'ordinaire chez les autres adolescents, ce qui permet à Thomas Otten de disposer d'une tessiture de contralto élevé. Abandonnant une carrière de biologiste, Otten obtient un diplôme de chant lyrique après avoir étudié au Conservatoire National de Région (CNR) de Lille. S'ensuivent des études en musique ancienne au CNR de Paris. Engagé par contrat dans une filiale de la société EMI, Virgin Music, il sort un premier album en 1999, composé en grande partie par Frédéric Momont, rival de l'album Preces meae, de Ugo Farell, sorti la même année. Un second album suit, en 2003 également publié par Virgin Music (les deux albums ont été publiés aux États-Unis sous label Higher Octave). Un disque de compilation est  publié par Strathan Media Productions en 2007, auquel succède un album en duo avec Stéphanie Arcadias paru chez Musique Strathan en 2011.

## Discographie
- Close to silence (Virgin Music, 1999)
- Portraits (Virgin Music, 2003)
- Open wings (compilation, Strathan Media Productions, 2007)
- Two voices, avec Stéphanie Arcadias (Strathan Music, 2011)
- Transcend to Void avec Kyle Kamal Helou (Magnatune.com, 2014)